# Klepy
Klepy někdy též drby, jsou ne zcela hodnověrné informace o určitých osobách nebo skupinách, šířené buď ústně mezi lidmi, nebo pomocí bulvárních médií. Uspokojují zvědavost lidí, často obsahují i pomlouvačné informace. Nepravda v klepech může být uváděna do oběhu záměrně nebo vzniká jako informační šum, např. přeslechnutím či špatným pochopením. Z rozšířených klepů o známých osobách a skupinách může vzniknout fáma.
Pomlouvání je určité a intimní chování, což ho dělá ještě těžším při zkoumání a odhalování jeho vzniku. Jeho původ není úplně znám, ale zajisté zapříčinil, že se lidé mezi sebou naučili spolupracovat. Díky němu se lidé stávají stále více společenskými, vymýšlejí inovativní nápady. Pomlouvání přispělo k péči o náš zevnějšek, k rozvoji lidské společnosti a sociálních institucí. Je to také dokonce způsob, jakým se lidé naučili využívat oheň.

## Klepy a společnost
Klepy jsou sociální nástroj, který používáme k diskuzi o tom, jaké změny a nové informace prožíváme my a lidé okolo nás. Mají mnoho negativních dopadů - například zhoršení psychického zdraví nebo zničení dobrého jména ve společnosti, ale mnoho vědců tvrdí, že jde i o pozitivní účinky jako uvolňování stresu z našeho těla nebo podnícení k seberozvoji a spolupráci. Také mohou být typem neformální komunikace zásadním pro sdílení informací. Dodává se, že klepy jsou nezbytné pro sociální spolupráci a že právě tento druh řeči vytváří sociální pouta a objasňuje sociální normy. Přirovnejme to k lepidlu, jež spojuje naši společnost, a hlavně sociální kruhy, ve kterých se pohybujeme.
Přestože jsou drby intenzivně používané mezi lidmi a pro veřejnost jsou zajímavé, jsou také široce očerňovány. V nejlepším případě jsou klepy považovány za triviální a nečinné; v nejhorším případě za invazivní a destruktivní. Navíc, na rozdíl od všeobecného přesvědčení, že ženy pomlouvají více než muži, se zdá, že tomu tak není, ale muži a ženy se pouze v tomto fenoménu chovají jinak.  Zatímco mužské klepy mají větší šanci na sebepropagace a považují se za „výměnu informací“ nebo „udržování kontaktu“, klábosení žen má sklon k tomu, aby bylo zábavnější s mnoha detaily a poutavým tónem.

## Historie
Klepy neboli drby jsou suverénní lidskou činností a vyskytují se v čase a prostoru. Antropologové objevili vysokou četnost drbů v řadě kultur. Náboženské příkazy proti předávání i přijímání klepů se objevují v křesťanských, židovských a islámských textech a obavy z morálních důsledků klepů přetrvávají.
Samotná definice drbů se postupem času změnila. V angličtině slovo vzniklo jako podstatné jméno „godsibb“, což znamená Bohu příbuzný, křtu se účastnila kmotra. V šestnáctém a sedmnáctém století se však stala nová definice drbů specifická pro pohlaví: žena navštěvující matku při porodu. Ve stejnou dobu se drby také staly slovesem a devalvovaly se.
Ačkoli současné definice drbů se liší, všichni sdílejí obavy s osobními a často i soukromými informacemi, a proto mohou být drby identifikovány jako „soukromé rozhovory“. Soukromé záležitosti se díky nim stávají veřejnými a mnozí toto vnímají jako rozmazávání imaginární, ale vlivné hranice mezi veřejným a soukromým.
Druhá světová válka zaznamenala výbuch zájmu o psychologii klepů a jejich kontroly. Klíčovou práci provedli Gordon W. Allport a Leo Postman v roce 1947, jejichž podnětem bylo znepokojení nad poškozením morálky a národní bezpečnosti způsobeném hrozivými fámami šířícími zbytečné poplachy. Další cyklus zájmu je patrný na konci šedesátých a sedmdesátých let, počínaje vydáním knihy sociologa Tamotsu Shibutaniho Kerner et al. referát o občanských poruchách nebo Milgramova a Tochova esej o kolektivním chování, po nichž následují další knihy psané ze sociologického nebo psychologického hlediska.